# Mugihito
Mugihito (jap. 麦人), właściwie Makoto Terada (jap. 寺田 誠 Terada Makoto; ur. 8 sierpnia 1944 w Musashino) – japoński seiyū i aktor dubbingowy.

## Filmografia

### Seriale anime
- 1981: Hallo Sandybell jako Flash Skapan
- 1981: D’Artagnan i trzej muszkieterowie jako Richelieu
- 1990: Robin Hood jako król Ryszard I
- 1992: Uchū no kishi Tekkaman Blade jako Kōzō Aiba
- 2006: Tekkonkinkreet
- 2009: Umineko no naku koro ni
- 2014: No Game No Life jako Ino Hatsuse
- 2015: Binan Kōkō Chikyū Bōei-bu Love! jako Wombat

### Filmy anime
- 2006: Gin’iro no kami no Agito jako Nabe Oyagi

### Seriale tokusatsu
- 2015: Shuriken Sentai Ninninger jako Gengetsu Kibaoni